# Formel BMW

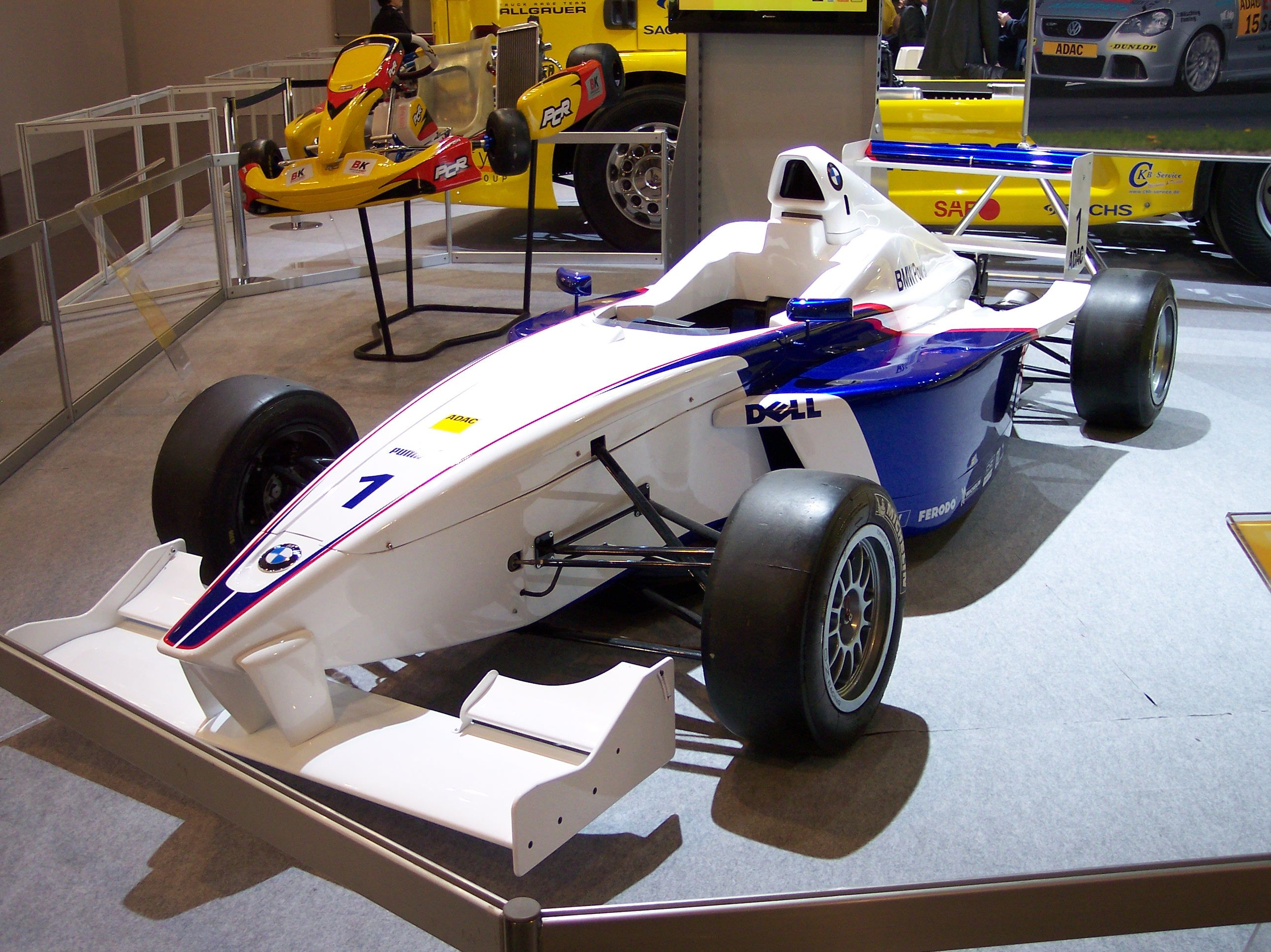
Fahrzeug der Formel BMW 2006

Die Formel BMW war eine Einsteigerklasse des Formel-Rennsports. Schon als 15-Jährige konnten Nachwuchspiloten mit dem Einheitsfahrzeug FB02 mit dem Automobilrennsport anfangen. Die Rennserie stand im deutschsprachigen Raum in Konkurrenz zur ADAC-Formel-Masters.

## Konzept
Zu allen Serien gehörten ein vielfältiges Ausbildungs- und Coachingprogramm sowie die Förderung aussichtsreicher Talente. Den jungen Fahrern wurde mit der Formel BMW ein Einstieg in den Formelsport direkt aus den Kartserien geboten. Nach dem Absolvieren der Formel BMW stand ihnen meistens ein Aufstieg in die Formel 3 oder in vergleichbare Serien bevor. Teilweise wurden sie dabei weiterhin von BMW gefördert. Prominenteste Absolventen der Talentschule sind die Formel-1-Piloten Christian Klien, Nico Rosberg, Sebastian Vettel und Nico Hülkenberg.

## Technische Daten
Die Fahrzeuge und Motoren waren weniger auf Leistung getrimmt, sondern eher auf gute Haltbarkeit und eine hohe Wartungsfreundlichkeit, um die Serie finanziell attraktiv zu halten. Alle Teams mussten gleiche Fahrzeuge einsetzen, an denen nur unfall- oder verschleißbedingte Änderungen vorgenommen werden durften. Allerdings standen auch verschiedene Schraubenfedern zur Abstimmung zur Verfügung. Front- und Heckflügel waren einstellbar.

### Chassis
- Länge: 3.975 mm
- Radstand: 2.610 mm
- Spurweite vorn: 1.537 mm
- Spurweite hinten: 1.466 mm

Als Chassis-Hersteller hatte sich der französische Betrieb Mygale durchgesetzt.

### Motor
Die Fahrzeuge haben den Vierzylinder-Reihenmotor aus der BMW K 1200 RS (seit 1997) mit 103 kW (140 PS), 1171 cm³ Hubraum und zwei oben liegenden Nockenwellen.
Die Wartung wird von der Firma Schnitzer gewährleistet. Aus Gründen der Kostendämpfung werden die Motoren verplombt.

### Getriebe
Es wird ein sequenzielles Hewland-FTR200-Längsgetriebe mit sechs Gängen verwendet. Alle Getriebeteile müssen eine Kennzeichnung haben. Geschaltet wird mit einem Hebel rechts neben dem Lenkrad.

### Räder
Es werden einteilige Aluminiumräder mit Zentralverschluss verwendet.
Die Reifen in den Maßen 20/54-13 (vorn) sowie 22/54-13 (hinten) kommen von Michelin.

## Sicherheit
Der Monoposto war ab der Saison 2002 am Start und vor allem auf hohe Sicherheit ausgelegt: Er übertraf die Sicherheitsanforderungen des internationalen Automobilverbandes FIA an seine Klasse und genügte zum Teil Formel-1-Standards. Eigens für die Formel BMW hatte BMW Motorsport den Formel-Rettungssitz FORS entwickelt. Auch ein Schutzsystem für die Halswirbelsäule (HANS „head and neck support“) war für alle Fahrer obligatorisch.

## Serien

### Formel BMW ADAC/Deutschland
Von 2002 bis 2007 gab es eine deutsche Formel-BMW-Serie. Diese entsprang der Formel ADAC und fuhr bis einschließlich 2005 unter dem Namen Formel BMW ADAC; 2006 und 2007 fuhr die Meisterschaft unter dem Namen Formel BMW Deutschland. Letzter Meister wurde Jens Klingmann für Eifelland Racing. Der ADAC gründete danach wieder eine eigene Nachwuchs-Formelserie, das ADAC Formel Masters.

#### Meister
| Saison | Meister            |
| ------ | ------------------ |
| 2002   | Nico Rosberg       |
| 2003   | Maximilian Götz    |
| 2004   | Sebastian Vettel   |
| 2005   | Nico Hülkenberg    |
| 2006   | Christian Vietoris |
| 2007   | Jens Klingmann     |

#### Fahrer
Die späteren Formel-1-Fahrer André Lotterer (1999), Christian Klien (2000–2001), Timo Glock (2001), Nico Rosberg (2002), Sebastian Vettel (2003–2004), Adrian Sutil (2003), Sebastien Buemi (2004–2005), Nico Hülkenberg (2005), Sergio Pérez (2005–2006) und Esteban Gutiérrez (2007) starten vorher in dieser Serie. Mit Catharina Felser (2001), Ina Fabry (2001), Sabrina Hungerbühler (2001), Natacha Gachnang (2003–2005) und Marlene Dietrich (2007) starteten auch einige Damen in dieser Serie.

### Formula BMW Asia/Pacific
Die zweite Formel-BMW-Meisterschaft gab es in Asien. Von 2003 bis 2007 hieß die Meisterschaft Formula BMW Asia, wechselte wegen der Expansion des Fahrereinzugsgebiets – hinzu kam Ozeanien – jedoch ab 2008 den Titel zu Formula BMW Pacific. Die Serie fuhr im Rahmen der asiatischen Formel-1-Rennen sowie als Teil des Asian Festival of Speed, einer Veranstaltungsserie diverser Motorsportchampionate des asiatischen Raums. Die Serie verlor im Zuge von Umstrukturierungen innerhalb BMW Motorsports am Ende der Saison 2010 die offizielle Werksunterstützung, wird aber als JK Racing Asia Series fortgeführt.

#### Meister
| Saison | Meister           |
| ------ | ----------------- |
| 2003   | Ho-Pin Tung       |
| 2004   | Marchy Lee        |
| 2005   | Salman Al Khalifa |
| 2006   | Earl Bamber       |
| 2007   | Jazeman Jaafar    |
| 2008   | Ross Jamison      |
| 2009   | Rio Haryanto      |
| 2010   | Richard Bradley   |

### Formula BMW Great Britain
Von 2004 bis 2007 existierte auf der britischen Insel die Formula BMW Great Britain, welche im Rahmen der BTCC unterwegs war. Die letzte Meisterschaft der britischen Serie ging an den Schweden Marcus Ericsson.

#### Meister
| Saison | Meister         |
| ------ | --------------- |
| 2004   | Tim Bridgman    |
| 2005   | Dean Smith      |
| 2006   | Niall Breen     |
| 2007   | Marcus Ericsson |

### Formula BMW USA/Americas
Parallel zur britischen Serie wurde auch in den USA eine eigene Meisterschaft für Formel-BMW-Fahrzeuge aufgelegt. Von 2004 bis einschließlich 2007 fuhr sie unter dem Titel Formula BMW USA im Rahmen unterschiedlicher amerikanischer Motorsportserien. Die unter der Flagge der IMSA stehende Meisterschaft expandierte ab 2008 zur Formula BMW Americas und suchte unter diesem Titel auch Rennstrecken in Mittel- und Südamerika auf. Ab 2010 wurde auf dem amerikanischen Kontinent keine eigene Serie mehr ausgetragen. Letzter Meister war Gabby Chaves.

#### Meister
| Saison | Meister          |
| ------ | ---------------- |
| 2004   | Andreas Wirth    |
| 2005   | Richard Philippe |
| 2006   | Robert Wickens   |
| 2007   | Daniel Morad     |
| 2008   | Alexander Rossi  |
| 2009   | Gabby Chaves     |

### Formula BMW Europe
Ab der Saison 2008 wurden die britische und die deutsche Formel BMW zur gemeinsamen Formula BMW Europe zusammengefasst. Durch das neue Konzept im Rahmen der europäischen Formel-1-Rennen sollten die Fahrer noch näher an das Geschehen der weiterführenden Serien geführt werden. Die Serie umfasste pro Jahr acht Rennwochenenden mit je zwei Rennen. Sie wurde im Zuge der Umstrukturierungen innerhalb BMW Motorsports am Ende der Saison 2010 eingestellt. Letzter Meister war Robin Frijns.

#### Meister
| Saison | Meister           |
| ------ | ----------------- |
| 2008   | Esteban Gutiérrez |
| 2009   | Felipe Nasr       |
| 2010   | Robin Frijns      |

#### Fahrer
Die späteren Formel-1-Fahrer Esteban Gutiérrez (2008), Alexander Rossi (2008), Felipe Nasr (2009), Rio Haryanto (2009) und Carlos Sainz junior (2010) fuhren vorher in dieser Serie.

## Formel-BMW-Weltfinale
Von 2005 bis 2008 fand zum Ende des Jahres immer ein Weltfinale für alle Formel-BMW-Serien statt. Dabei wurde auf einer einzigen Strecke noch einmal ein Rennwochenende mit drei Rennen ausgetragen. Es standen sich Fahrer aus allen Serien gegenüber und ermittelten den besten Formel-BMW-Fahrer der zurückliegenden Saison. Der Sieger durfte im nachfolgenden Jahr einen Formel-1-Rennwagen des BMW-Sauber-F1-Teams testen. Nach einer Neustrukturierung der BMW-Motorsport-Aktivitäten im Sommer 2009 fand das Weltfinale nicht mehr statt.

### Sieger
| Jahr | Strecke                       | Sieger             |
| ---- | ----------------------------- | ------------------ |
| 2005 | Bahrain International Circuit | Marco Holzer       |
| 2006 | Circuit Ricardo Tormo         | Christian Vietoris |
| 2007 | Circuit Ricardo Tormo         | Philipp Eng        |
| 2008 | Autódromo Hermanos Rodríguez  | Alexander Rossi    |

## Verwandte Serien

### Formula BMW Talent Cup
2008 wurde in Spanien der Formula BMW Talent Cup ins Leben gerufen, der aus je zwei Rennen in Barcelona, Jerez de la Frontera, Valencia (vier Rennen), Huelva-Monteblanco und Jarama bestehen sollte. Die Serie wurde zwei Läufe vor Schluss eingestellt, zu diesem Zeitpunkt führte der Argentinier Camilo Echevarría die Wertung an.
Das Konzept wurde für die Saison 2011 wieder aufgegriffen, wobei der Formel BMW Talent Cup nun europaweit stattfindet. Es wird weiterhin das Einheitsfahrzeug FB02 eingesetzt, Fahrer von 14 bis 18 Jahren sind startberechtigt.

#### Sieger
| Saison | Sieger             |
| ------ | ------------------ |
| 2011   | Stefan Wackerbauer |
| 2012   | Marvin Dienst      |

### Formula LO
In der seit dem Jahr 2000 aktiven Schweizer Rennserie ist der FB02 seit 2009 das Einheitsauto. Davor gehörte er bereits, neben Formula Junior und BMW Formel ADAC, zu den zugelassenen Modellen.

### JK Racing Asia Series
Als Nachfolgeserie der Formula BMW Pacific wird seit 2011 die JK Racing Asia Series durchgeführt, in der der FB02-Bolide nach wie vor das Einheitsfahrzeug ist.

#### Meister
| Saison | Meister    |
| ------ | ---------- |
| 2011   | Lucas Auer |